# Caudiel (ort)
Caudiel är en ort i Spanien.   Den ligger i provinsen Província de Castelló och regionen Valencia, i den östra delen av landet, 270 km öster om huvudstaden Madrid. Caudiel ligger 621 meter över havet och antalet invånare är 700.
Terrängen runt Caudiel är kuperad. Runt Caudiel är det glesbefolkat, med 14 invånare per kvadratkilometer. Närmaste större samhälle är Altura, 11,9 km söder om Caudiel. 